# Jeroen Geerinck
Jeroen Geerinck (Dendermonde, 20 september 1983) is een Belgisch muzikant en geluidstechnicus/producer. Hij is oprichter van Studio Trad (2009). Samen met Ward Dhoore is hij ook oprichter van het platenlabel Trad Records.

## Levensloop
Geerinck genoot een opleiding als pianist, maar koos uiteindelijk voor gitaar. Geerinck geeft folkgitaar aan de muziekschool van Gooik en de Cric Crac compagnie in Villeneuve-d'Ascq (Rijsel). Zijn specialiteit is folkgitaar in de stemming D-A-d-g-a-d.

## Groepen
- 2003-2007: Setanta: Ierse en Keltische muziek.
- 2008-: Triple-x: balfolkgroep opgericht samen met Bert Leemans (EmBRUN), Björn Van Hove en Ludo Stichelmeyer.
- 2008-2015 : B-boa: folkgroep die vooral een grote variatie aan Bretoense dansen speelde.
- 2007-: Snaarmaarwaar: snarentrio samen met Maarten Decombel (Naragonia quartet) op mandola en Peter-Jan Daems (Mandolinman) mandoline tot 2015. In 2015 verliet Peter-Jan Daems de groep en tot heden speelt Ward Dhoore (Trio Dhoore) mandoline bij de band.
- 2008-: Hot Griselda
- 2015-: Novar
- 2016-: Geronimo: sinds 2016 is dit de naam voor het soloproject van Jeroen Geerinck.
- 2019-: Spilar

## Discografie
| Jaar | Titel                              | Groep          |
| ---- | ---------------------------------- | -------------- |
| 2007 | Transpiradansa                     | Transpiradansa |
| 2009 | Boombal Vol. 2                     | Compilatie     |
| 2009 | Snaarmaarwaar                      | Snaarmaarwaar  |
| 2009 | Granuba                            | Transpiradansa |
| 2009 | Hot Griselda                       | Hot Griselda   |
| 2010 | Contemporary folk in Flanders 2010 | Compilatie     |
| 2010 | Wodka Vaseline                     | Triple-X       |
| 2011 | Blu live                           | B-boa          |
| 2011 | Phoshpor Bronze                    | Snaarmaarwaar  |
| 2013 | Meow!                              | Hot Griselda   |
| 2014 | B.L.O.C.K.                         | Snaarmaarwaar  |
| 2016 | Introvert                          | Geronimo       |
| 2016 | Emerald                            | Novar          |
| 2018 | Sunbox                             | Hot Griselda   |
| 2019 | Starling                           | Novar          |
| 2020 | Stormweere                         | Spilar         |

- MusicBrainz: 22fdd7ac-393e-483d-8e9c-93bcb9273f89